# Campionati europei di corsa in montagna 2010
I XVI Campionati europei di corsa in montagna si sono disputati a Sapareva Banja, in Bulgaria, il 4 luglio 2010 con il nome di European Mountain Running Trophy 2010. Il titolo maschile è stato vinto da Ahmet Arslan, quello femminile da Marie-L. Dumergues.

## Uomini Seniores
Individuale
| Pos.    | Atleta             | Nazione | Tempo  |
| ------- | ------------------ | ------- | ------ |
| Oro     | Ahmet Arslan       | Turchia | 46'14" |
| Argento | Martin Dematteis   | Italia  | 46'40" |
| Bronzo  | Marco De Gasperi   | Italia  | 47'19" |
| 4       | Julien Rancon      | Francia | 47'22" |
| 5       | Gabriele Abate     | Italia  | 47'42" |
| 6       | Bernard Dematteis  | Italia  | 47'57" |
| 7       | Abdulkadir Turk    | Turchia | 48'10" |
| 8       | Emmanuel Meyssat   | Francia | 48'29" |
| 9       | Javier Crespo      | Spagna  | 48'42" |
| 10      | Cristofol Castaner | Spagna  | 48'51" |

Squadre
| Pos.    | Squadra | Punti |
| ------- | ------- | ----- |
| Oro     | Italia  | 10    |
| Argento | Francia | 30    |
| Bronzo  | Spagna  | 38    |

## Uomini Juniores
Individuale
| Pos.    | Atleta                | Nazione     | Tempo  |
| ------- | --------------------- | ----------- | ------ |
| Oro     | Huseyin Pak           | Turchia     | 35'16" |
| Argento | Sebahattin Yildirimci | Turchia     | 35'43" |
| Bronzo  | Jente Joly            | Belgio      | 36'10" |
| 4       | Paolo Ruatti          | Italia      | 36'18" |
| 5       | Andrea Debiasi        | Italia      | 36'26" |
| 6       | Robbie Simpson        | Regno Unito | 36'36" |
| 7       | Andrey Rusakov        | Russia      | 36'54" |
| 8       | Sonmez Dag            | Turchia     | 36'59" |
| 9       | Emmet Jennings        | Irlanda     | 37'18" |
| 10      | Fabian Alraun         | Germania    | 37'23" |

Squadre
| Pos.    | Squadra     | Punti |
| ------- | ----------- | ----- |
| Oro     | Turchia     | 11    |
| Argento | Italia      | 34    |
| Bronzo  | Regno Unito | 35    |

## Donne Seniores
Individuale
| Pos.    | Atleta               | Nazione     | Tempo  |
| ------- | -------------------- | ----------- | ------ |
| Oro     | Marie-L. Dumergues   | Francia     | 39'13" |
| Argento | Valentina Belotti    | Italia      | 39'29" |
| Bronzo  | Elena Nagovitsyna    | Russia      | 39'44" |
| 4       | Antonella Confortola | Italia      | 40'11" |
| 5       | Lucija Krkoc         | Slovenia    | 40'17" |
| 6       | Cristina Scolari     | Italia      | 40'33" |
| 7       | Milka Mihaylova      | Bulgaria    | 40'36" |
| 8       | Carla Martinho       | Portogallo  | 40'56" |
| 9       | Mateja Kosovelj      | Slovenia    | 41'04" |
| 10      | Victoria Wilkinson   | Regno Unito | 41'10" |

Squadre
| Pos.    | Squadra | Punti |
| ------- | ------- | ----- |
| Oro     | Italia  | 12    |
| Argento | Francia | 37    |
| Bronzo  | Russia  | 39    |

## Donne Juniores
Individuale
| Pos.    | Atleta               | Nazione     | Tempo  |
| ------- | -------------------- | ----------- | ------ |
| Oro     | Denisa Dragomir      | Romania     | 18'28" |
| Argento | Yagmur Tarhan        | Turchia     | 19'13" |
| Bronzo  | Anastasia Mikhaylova | Russia      | 19'25" |
| 4       | Burcu Dag            | Turchia     | 19'35" |
| 5       | Letizia Titon        | Italia      | 19'36" |
| 6       | Catriona Buchanan    | Regno Unito | 19'36" |
| 7       | Faina Ovsyannikova   | Russia      | 19'44" |
| 8       | Kaja Obidic          | Slovenia    | 19'53" |
| 9       | Eytemis Sevilay      | Turchia     | 19'56" |
| 10      | Mabel Tirinzoni      | Italia      | 20'16" |

Squadre
| Pos.    | Squadra | Punti |
| ------- | ------- | ----- |
| Oro     | Turchia | 6     |
| Argento | Russia  | 10    |
| Bronzo  | Romania | 12    |

## Medagliere
| Posizione | Paese    | Oro | Argento | Bronzo | Totale |
| --------- | -------- | --- | ------- | ------ | ------ |
| 1         | Turchia  | 4   | 2       | 0      | 6      |
| 2         | Italia   | 2   | 3       | 1      | 6      |
| 3         | Francia  | 1   | 2       | 0      | 3      |
| 4         | Romania  | 1   | 0       | 1      | 2      |
| 5         | Russia   | 0   | 1       | 3      | 4      |
| 6         | Belgio   | 0   | 0       | 1      | 1      |
| 6         | Spagna   | 0   | 0       | 1      | 1      |
| 6         | Germania | 0   | 0       | 1      | 1      |